# Kopnene biljke
Kopnene biljke (embriofiti, Embryophyta), to su najpoznatija skupina zelenih biljaka koje tvore vegetaciju na zemlji. U žive embriofite spadaju 1) vaskularne biljke (Tracheophyta) koje imaju list, stabljku i korijen, to su sjemenjače (spermatophyta), papratnjače (Monilophyta ili Pteridophyta) i crvotočine (Lycopodiophyta) i 2) nevaskularno kopneno bilje odnosno mahovnjače (Bryophyta).
Smatra se da se kopneno bilje razvilo od zelenih algi tijekom paleozojske ere, koja je započela prije nekih 540 milijuna godina. Za prve embriofite neki autori kažu da su se pojavili krajem silura, prije nekih 410 milijuna godina, a sjemenjače u karbonu prije 360 milijuna godina. 
Embriofiti su prilagođeni životu na kopnu, od kojih su neke manje ili više vezani uz stajaću ili tekuću vodu, kao što su to lopoči, lotosi i lokvanji. S vrlo malo iznimaka, embriofiti dobivaju svoju energiju fotosintezom, odnosno da pomoću energije sunčeve svjetlosti sintetiziraju hranu iz ugljičnog dioksida i vode.
Svi embriofiti su složeni višestanični eukarioti sa specijaliziranim reproduktivnim organima. Ime proizlazi iz njihove inovativne karakteristike za odgoj mladog embrija, sporofita, tijekom ranih faza višestaničnog razvoja unutar tkiva roditeljskog gametofita.

## Podjela
1. Tracheophyta
2. Bryophyta
3. Anthocerotophyta → Mahovnjače[1]
4. Marchantiophyta → tradicionalno u Mahovnjače[1]